# Estação Gorkovskaia (metro de São Petersburgo)
Gorkovskaia (em russo:  Горьковская) é uma das estações da linha Moskovsko-Petrogradskaia (Linha 2) do metro de São Petersburgo, na Rússia. Estação «Gorkovskaia» está localizada entre as estações «Petrogradskaia» (ao norte) e «Nevskii Prospekt» (ao sul).